# Die Glenn Miller Story
Die Glenn Miller Story ist eine US-amerikanische Filmbiografie aus dem Jahre 1954, die das Leben von Glenn Miller nachzeichnet. Es war einer der Höhepunkte der Zusammenarbeit des Regisseurs Anthony Mann mit James Stewart, die 1950 mit dem Western Winchester ’73 begonnen hatte. James Stewart und June Allyson in den Hauptrollen verkörpern das Ideal eines amerikanischen Paares in jener Zeit.
Der Film beeindruckt vor allem durch seinen Soundtrack, der die populärsten Swing-Melodien der Glenn Miller Band enthält. Die Glenn Miller Story war eine der kommerziell erfolgreichsten Hollywood-Produktionen des Jahres 1954 und veranlasste die Universal International Pictures mit Die Benny Goodman Story (The Benny Goodman Story) 1956 eine weitere Bandleader-Filmbiografie herauszubringen.

## Handlung
In den Vereinigten Staaten der 1920er Jahre geht es dem jungen Posaunisten und Arrangeur Glenn Miller wirtschaftlich so schlecht, dass seine Posaune öfter im Pfandleihhaus ist als auf der Bühne. Als er mit dem befreundeten Pianisten Chummy MacGregor für eine Amerika-Tournee in einer Big Band engagiert wird und durch Denver kommt, besucht er seine alte Freundin Helen, die er zwei Jahre nicht gesehen hat. Obwohl sie mittlerweile mit einem anderen Mann zusammen ist, kündigt er ihr an, dass sie bald heiraten würden. Als die Band nach New York kommt, steigt Glenn aus der Band aus, um sich wieder um seine Arrangements zu kümmern. Er überredet Helen, nach New York zu kommen, und führt sie aufs Standesamt. Glenn arbeitet am Broadway an Gershwins Musical Girl Crazy. Helen überlässt ihm ihr Erspartes, damit er seine eigene Band gründen kann. Das Unternehmen misslingt jedoch und Helen wird schwer krank. Im Krankenhaus lernen sie den Manager Si Schribman kennen, der an Glenns Talent glaubt und ihm eine neue Band finanziert. Einen Tag vor der Premiere in Boston zieht sich jedoch der Trompeter eine Lippenverletzung zu. Glenn ist gezwungen, ihn durch einen Klarinettisten zu ersetzen und das Repertoire entsprechend umzuarrangieren. Dadurch entsteht der charakteristische Glenn-Miller-Sound, der Glenns Weltkarriere begründet.
Glenn Millers Band entwickelt sich schnell zu einer der erfolgreichsten in Amerika. Er und Helen adoptieren zwei Kinder und ziehen in eine Villa. Als der Zweite Weltkrieg ausbricht, meldet sich Glenn zur Armee, um für die Soldaten zu spielen. Im Dezember 1944 fliegt Glenn Miller von London zu einem Weihnachtskonzert ins befreite Paris. Das Flugzeug kommt jedoch nie in Paris an. Helen sitzt zu Hause vor dem Radio und erwartet das Konzert aus Frankreich, als sie von General Arnold die Nachricht vom vermissten Flugzeug erhält. Die Band spielt das Konzert in Andenken an ihren Bandleader, während Helen weinend am Radio zuhört.

## Hintergrund
Die Posaunenparts von Glenn Miller wurden im Film von Joe Yukl eingespielt, da Stewart das Instrument nicht beherrschte. Yukl zeigte dem Schauspieler auch, wie man das Instrument richtig zu halten und zu spielen hat. Ein weiterer musikalischer Berater war der Pianist Chummy MacGregor (1903–1973), der im Film von Harry Morgan gespielt wird. Morgan hatte bereits im Glenn-Miller-Film Orchestra Wives (1942) mitgespielt und war mit dem Bandleader auch persönlich befreundet. Zahlreiche Musikstars und Weggefährten von Glenn Miller übernahmen im Film Cameo-Auftritte.
Der Soundtrack des Filmes wurde als Album The Glenn Miller Story in den Handel gebracht. Parallel zum Erfolg des Films an den Kinokassen erwies sich auch das Album als extrem erfolgreich und war 1954 zehn Wochen auf Platz 1 der Billboard Album Charts.

## Kritiken
Das Lexikon des internationalen Films schrieb, Die Glenn Miller Story sei ein „vorzüglich inszenierter biografischer Film über den amerikanischen Big-Band-Leader (…) Nicht die sehr gefühlsbetonte, pathetische Handlung macht den Film bemerkenswert, sondern die sympathischen Schauspieler und authentische Interpretationen sämtlicher Evergreens im unverwechselbaren Glenn-Miller-Sound (…)“ Adolf Heinzlmeier und Berndt Schulz befanden im Lexikon „Filme im Fernsehen“, dass in der Titelrolle James Stewart „überzeugend“ spielen würde, dazu biete der Film „hinreißenden Jazz mit bekannten Stars, Bands und Solisten (…)“ (Wertung: 2½ Sterne = überdurchschnittlich).
Das katholische Filmhandbuch 6000 Filme urteilte: „Vorzüglicher biographischer Film (…) sehr sympathisch und warmherzig, vorbildliches Ethos, ausgezeichnet dargestellt. Sehenswert nicht nur für Freunde des Jazz, ab 14.“ –  Das Heyne Filmlexikon zeigte sich ebenfalls positiv: „Hervorragend gespielt von Stewart und mit allen Miller-Hits.“

## Deutsche Fassungen
Für diesen Film existieren zwei verschiedene deutsche Synchronbearbeitungen. Die erste entstand 1954 in den Ateliers der Berliner Synchron GmbH Wenzel Lüdecke in Berlin. Das Dialogbuch stammte von Fritz A. Koeniger, Synchronregie führte Rolf von Sydow. Die zweite Fassung aus Anlass der Wiederaufführung 1985 fertigte ebenfalls die Berliner Synchron GmbH an. Diese Neufassung wird seither gezeigt, allerdings ist auf der 2006 von Universal Germany herausgebrachten DVD die alte Fassung zu hören und die 2014 erschienene Blu-ray enthält beide Synchronfassungen. In beiden Versionen ist James Stewarts deutscher Stammsprecher Siegmar Schneider in der Titelrolle zu hören.
| Rolle                  | Darsteller        | Synchronsprecher (Fassung 1954) | Synchronsprecher (Fassung 1985) |
| ---------------------- | ----------------- | ------------------------------- | ------------------------------- |
| Glenn Miller           | James Stewart     | Siegmar Schneider               | Siegmar Schneider               |
| Helen Burger Miller    | June Allyson      | Gisela Trowe                    | Sonja Deutsch                   |
| Chummy MacGregor       | Harry Morgan      | Paul Edwin Roth                 | Friedrich Georg Beckhaus        |
| Don Haynes             | Charles Drake     | Gert Günther Hoffmann           | Joachim Kerzel                  |
| Si Schribman           | George Tobias     | Alfred Balthoff                 | Wolfgang Völz                   |
| General Hap Arnold     | Barton MacLane    | ??                              | Friedrich Schoenfelder          |
| Kranz, der Pfandleiher | Sig Ruman         | Kurt Vespermann                 | ??                              |
| Col. Spaulding         | Dayton Lummis     | Martin Held                     | ??                              |
| Ben Pollack            | Ben Pollack       | Hans Emons                      | Joachim Nottke                  |
| Louis Armstrong        | Louis Armstrong   | ??                              | Helmut Krauss                   |
| Adjutant General       | Carleton Young    | Rolf von Nauckhoff              | ??                              |
| Arzt im Krankenhaus    | Harry Harvey Sr.  | Robert Klupp                    | Manfred Grote                   |
| Mr. Miller             | Irving Bacon      | Paul Wagner                     | Eric Vaessen                    |
| Mrs. Miller            | Kathleen Lockhart | ??                              | Tilly Lauenstein                |
| Automechaniker         | Dick Ryan         | Herbert Weissbach               | ??                              |

## Auszeichnungen
Der Film erhielt 1955 einen Oscar für den „besten Ton“ sowie zwei weitere Nominierungen in den Kategorien „Beste Musik“ und „Bestes Drehbuch“.